# 北海道本別高等学校
北海道本別高等学校（ほっかいどうほんべつこうとうがっこう、英: Hokkaido Honbetsu High School）は、北海道中川郡本別町に位置する道立高等学校。

## 概要
十勝支庁で2番目の旧制中学校として開校した。通称は本高。地理的な要因から地元の中学校からの進学者が多数を占めるが、2006年（平成18年）4月21日に北海道ちほく高原鉄道ふるさと銀河線が廃止となり、近隣の陸別町・足寄町からの通学が不便となった為、生徒数は減少傾向にあり
定員割れの状態が続いている。

## 沿革
- 1942年（昭和17年）
  - 2月10日 - 本別町立本別中学校として、設置が認可される
  - 4月5日 - 開校式・入学式が行われる
- 1943年（昭和18年）10月18日 - 新校舎落成移転
- 1945年（昭和20年）7月15日午前 - 本別町を米軍の艦載機が連続空爆し本校の校舎も被弾し、生徒の避難指示に当たっていた山内三郎教頭が殉職
- 1946年（昭和21年）3月30日 - 北海道庁立本別中学校となる
- 1947年（昭和22年）
  - 11月1日 - 北海道立本別中学校となる
  - 12月5日 - 戦災復旧工事落成式挙行
- 1948年（昭和23年）4月1日
  - 学制改革により、北海道立本別高等学校となる
  - 4月17日 - 男女共学となる
  - 10月30日 - 定時制課程普通科併置
- 1949年（昭和24年）4月6日 - 西足寄分校を開設および定時制課程農業科（季節）を設置
- 1950年（昭和25年）4月1日 - 北海道本別高等学校となる
- 1951年（昭和26年）9月19日 - 開校10周年記念式典挙行
- 1952年（昭和27年）3月4日 - 十勝沖地震により大被害を受ける
- 1953年（昭和28年）4月1日 - 西足寄分校が西足寄町立北海道西足寄高等学校（現在の北海道足寄高等学校）として独立する
- 1956年（昭和31年）9月16日 - 開校15周年記念式典挙行、校歌制定
- 1957年（昭和32年）4月1日 - 北海道札幌南高等学校通信教育協力校となる
- 1961年（昭和36年）3月31日 - 定時制課程普通科を閉科
- 1963年（昭和38年）3月12日 - 校舎火災（屋内体育館以外全焼）
- 1964年（昭和39年）
  - 7月28日 - 校舎復旧第1期工事完成
  - 11月21日 - 校舎復旧第2期工事完成
- 1972年（昭和47年）9月18日 - 開校30周年記念式典挙行
- 1974年（昭和49年）3月26日 - 商業棟新築完成
- 1982年（昭和57年）
  - 4月1日 - 定時制農業科の第1学年募集を停止
  - 9月4日 - 開校40周年記念式典を挙行
- 1985年（昭和60年）
  - 2月24日 - 定時制課程農業科閉科記念式典が行われる
  - 3月 - 定時制課程農業科を閉科
- 1993年（平成5年）3月15日～翌年10月26日 - 本校舎を含む全施設の全面改築が続けて完了する
- 1994年（平成6年）9月18日 - 校舎改築落成・開校50周年記念式典挙行
- 1995年（平成7年）3月22日 - プール新築完成
- 2003年（平成15年）4月1日 - 文部科学省より学力向上フロンティア・ハイスクール事業研究校の指定を受ける
- 2004年（平成16年）1月29日 - 教育情報化設備を整備（インターネット整備）
- 2005年（平成17年）
  - 3月28日 - 防災対策緊急整備工事。トイレ・シャワー棟が完成。
  - 3月31日 - 全日制商業科を閉科、普通科のみとなる
- 2017年（平成29年）4月12日 - 道教委は、「北海道立高等学校学則の一部を改正する教育委員会規則」(昭和26年規則8号。別表第1)を教育庁原案通り全会一致で議決。これにより平成29年度の生徒定員(第一学年普通科現行80)は40(一学級分)減員され40となった[1]。
- 2022年（令和4年）10月2日-開校80周年記念式典を挙行

## いじめ事件
- 2008年（平成20年）8月から翌年3月に、当時の一年生の男子生徒九人が同級生の男子生徒一人にいじめを繰り返し、ズボンを脱がせて携帯電話で体を撮影した写真をインターネット上に公開して、停学処分を受ける事件が起きた。また、女子生徒一人も執拗ないじめにあい、不登校になっていた事実も発覚した。九人の加害者は被害者に謝罪し、「十分に反省している」との高校の判断で2009年（平成21年）5月17日に停学処分が解除された。

## 著名な出身者
- 野崎千春（長野五輪スピードスケート代表選手）
- 野崎貴裕（長野五輪スピードスケート代表選手）
- 多賀新（版画家、日本版画協会会員）
- 福田幸男（横浜国立大学 教育人間科学部 教授）